# Ana Jerasimu
Ana Jerasimu (gr. Άννα Γερασίμου; ur. 15 października 1987 w Kawali) – grecka tenisistka, reprezentantka kraju w Fed Cup, olimpijka z Pekinu (2008).

## Kariera tenisowa
Tenisistka grająca głównie w turniejach rangi ITF. Pierwszy kontakt z tego rodzaju rozgrywkami miała w marcu 2002 roku, biorąc udział z dziką kartą w kwalifikacjach do turnieju w Atenach. W turnieju głównym po raz pierwszy zagrała w czerwcu 2002 roku w Kalamarii, gdzie wygrała kwalifikacje, ale w fazie głównej odpadła w pierwszej rundzie. W 2004 roku osiągnęła ćwierćfinał w Atenach, gdzie pokonała m.in. Ljubomirę Baczewą i Lucie Šafářovą, oraz półfinał w Orestiadii. Rok później, też w Atenach, doszła do finału, ale przegrała w nim z Mădăliną Gojneą. Pierwszy swój turniej w grze pojedynczej wygrała w maju 2006 w tureckiej Antalyi, pokonując w meczu finałowym reprezentantkę gospodarzy, Çağlę Büyükakçay, natomiast w grze podwójnej wygrała dopiero w 2010 roku w Lagos, partnerując Ninie Bratczikowej. W sumie podczas swojej kariery wygrała siedem turniejów singlowych i trzy deblowe rangi ITF.
W lipcu 2007 roku wystąpiła w kwalifikacjach do turnieju WTA Tour w Palermo. Wygrała pierwszą rundę, z rodaczką Stamatią Fafaliu i przegrała drugą z Klárą Zakopalovą. W latach 2008–2009 kilkakrotnie brała udział w tego typu zawodach, ale nigdy nie udało jej się awansować do turnieju głównego. Spróbowała także swoich sił w eliminacjach do turniejów wielkoszlemowych French Open i Wimbledonu, ale za każdym razem kończyła swój udział na pierwszej rundzie. Życiowy sukces odniosła w lutym 2010 roku na turnieju Malaysian Open w Kuala Lumpur. Wygrała tam kwalifikacje, pokonując takie zawodniczki jak Juliana Fedak, Han Xinyun i Zhang Shuai i po raz pierwszy awansowała do turnieju głównego, w którym jednak przegrała w pierwszej rundzie z Sybille Bammer.
W 2008 roku Jerasimu zagrała w konkurencji gry podwójnej igrzysk olimpijskich w Pekinie razem z Eleni Daniilidu. Występ swój zakończyły jednak na pierwszej rundzie, przegrywając z parą szwajcarską Emmanuelle Gagliardi i Patty Schnyder.
W latach 2004–2011 reprezentowała Grecję w Fed Cup zarówno w grze pojedynczej, jak i podwójnej.

### Wygrane turnieje rangi ITF
| turnieje z pulą nagród 100 000 $ |
| turnieje z pulą nagród 75 000 $  |
| turnieje z pulą nagród 50 000 $  |
| turnieje z pulą nagród 25 000 $  |
| turnieje z pulą nagród 15 000 $  |
| turnieje z pulą nagród 10 000 $  |

#### Gra pojedyncza
|    | Data       | Turniej         | Kat. | ($)    | Naw.     | Finalistka        | Wynik         |
| 1. | 21/05/2006 | Antalya         | ITF  | 10 000 | twarda   | Çağla Büyükakçay  | 6:3, 6:2      |
| 2. | 24/09/2006 | Mitylena        | ITF  | 10 000 | twarda   | Aleksandra Panowa | 6:4, 6:4      |
| 3. | 08/10/2006 | Wolos           | ITF  | 10 000 | dywanowa | Patricia Mayr     | 6:3, 2:6, 6:1 |
| 4. | 11/03/2007 | Ramat ha-Szaron | ITF  | 10 000 | twarda   | Nikola Vajdová    | 6:2, 4:6, 6:4 |
| 5. | 08/07/2007 | Mont-de-Marsan  | ITF  | 25 000 | ziemna   | Olivia Sanchez    | 6:3, 2:6, 6:4 |
| 6. | 27/07/2008 | A Coruña        | ITF  | 25 000 | twarda   | Neuza Silva       | 6:2, 6:7, 6:3 |
| 7. | 05/07/2009 | Mont-de-Marsan  | ITF  | 25 000 | ziemna   | Salima Safar      | 7:5, 6:3      |